# Darby (Montana)
Pour les articles homonymes, voir Darby.
Darby est une municipalité américaine située dans le comté de Ravalli au Montana. Selon le recensement de 2010, sa population est de 720 habitants. La municipalité s'étend sur 0,58 milles carrés (1,5 km2).
En 1888, James W. Darby demande la création d'un bureau de poste au sein du village. S'il souhaite que la localité soit appelée Harrison, en l'honneur du nouveau président, une autre localité porte déjà ce nom dans le Montana. La Poste des États-Unis choisit de donner au bureau de poste le nom de son pétitionnaire. Darby devient une municipalité l'année suivante.